# Erling Lorentzen

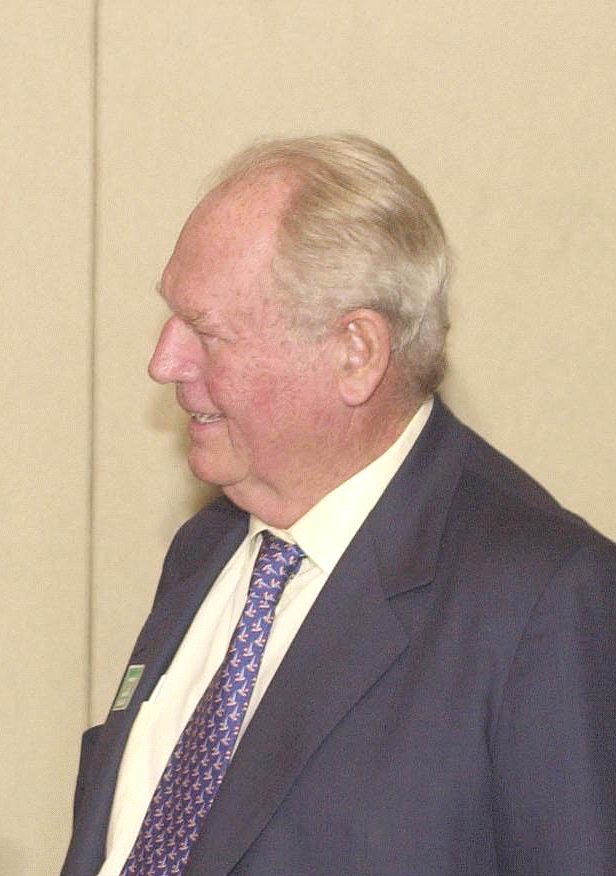
Erling Lorentzen, 2003

Erling Sven Lorentzen (* 28. Januar 1923 in Kristiania (heute Oslo); † 9. März 2021 in Oslo) war ein norwegisch-brasilianischer Reeder und Industrieller und Gründer des brasilianischen Zelluloseunternehmens Aracruz. Er war mit Prinzessin Ragnhild von Norwegen, älteste Tochter von König Olav V., verheiratet. Er war Mitglied der Familie Lorentzen. Seine Kinder sind in der Linie der Thronfolge Großbritanniens.

## Leben
Lorentzen kam im Jahr 1923 als Sohn des Reeders Øivind Lorentzen und dessen Frau Ragna Nilsen zur Welt. Er war der jüngste von sechs Kindern. Sein Großvater H. L. Lorentzen war als Reeder in Norwegen und Brasilien tätig. Sein Vater richtete im Jahr 1914 eine Schiffslinie zwischen Norwegen und Brasilien ein. Im Alter von 17 Jahren meldete sich Erling Lorentzen als Freiwilliger im Einsatz gegen die deutscher Besatzung. Als solcher war er in der Region Gudbrandsdalen tätig. Ein Jahr lang war er Mitglied in der Widerstandsorganisation Milorg, bevor er nach Großbritannien ging. Dort trat er in die Norwegian Independent Company No. 1 (Kompani Linge) ein und arbeitete dann im Auftrag des britischen Geheimdienstes Special Operations Executive. Im Frühjahr 1944 kehrte er nach Norwegen zurück, wo er als Militärchef im Hallingdal eingesetzt wurde. Für seinen Einsatz im Krieg wurde er mit verschiedenen Auszeichnungen bedacht.
Nach dem Ende des Zweiten Weltkriegs wurde Lorentzen Teil des engeren Kreises um die norwegische Königsfamilie. Im Jahr 1948 beendete er sein Studium an der Harvard Business School. Durch die Hochzeit mit Ragnhild von Norwegen im Jahr 1953 wurde er landesweit bekannt. Die beiden zogen nach Brasilien, wo sich Lorentzen in der Gasindustrie zu betätigen begann. Nach dem Verkauf des Unternehmens Supergasbrás im Jahr 1972 investierte Lorentzen weiter in die Firma Aracruz Celulose. Für das Zelluloseunternehmen wurden große Gebiete im Bundesstaat Espírito Santo aufgekauft und in Plantagen umgewandelt. Diese Tätigkeit traf auf zum Teil starken Widerstand der lokalen Bevölkerung und von Umweltaktivisten.
Lorentzen verstarb am 9. März 2021 im Alter von 98 Jahren.

## Auszeichnungen
- Sankt-Olav-Orden (Kommandeur)
- Orden vom Kreuz des Südens (Großkreuz)